# شولنه
شولنه (به آلمانی: Schollene) یک شهر در آلمان است که در Stendal واقع شده‌است. شولنه ۱٬۳۹۶ نفر جمعیت دارد.